# Davao Occidental
Davao Occidental is een provincie van de Filipijnen in het zuidoosten van het eiland Mindanao. De provincie maakt deel uit van regio XI (Davao Region). De hoofdstad van de provincie is de gemeente Malita. Bij de census van 2015 telde de provincie ruim 316 duizend inwoners.

## Geschiedenis
De provincie Davao Occidental ontstond in 2013 toen vijf gemeenten werden afgesplitst van de provincie Davao del Sur. De wetgeving die dit regelde was Republic Act 10360. Deze wet werd op 28 november 2012 door het Filipijns Huis van Afgevaardigden] goedgekeurd. Op 5 december 2012 volgde de Senaat van de Filipijnen, waarna de wet hij op 14 januari 2013 werd ondertekend door president Benigno Aquino III. Later dat jaar werd de afsplitsing op 28 oktober 2013 middels een volksraadpleging tijdens de barangayverkiezingen ook door een ruime meerderheid van de inwoners goedgekeurd.

## Geografie

### Bestuurlijke indeling
Davao Occidental bestaat uit vijf gemeenten.
| - Don Marcelino - Jose Abad Santos - Malita - Santa Maria - Sarangani |

Deze gemeenten zijn weer verder onderverdeeld in 105 barangays.

## Demografie
Davao Occidental had bij de census van 2015 een inwoneraantal van 316.342 mensen. Dit waren 22.562 mensen (7,7%) meer dan bij de vorige census van 2010. Ten opzichte van de census van 2000 was het aantal inwoners gegroeid met 61.830 mensen (24,3%). De gemiddelde jaarlijkse groei in die periode kwam daarmee uit op 1,42%, hetgeen lager was dan het landelijk jaarlijks gemiddelde over deze periode (1,72%).

De bevolkingsdichtheid van Davao Occidental was ten tijde van de laatste census, met 316.342 inwoners op 2163,45 km², 146,2 mensen per km².

## Bestuur en politiek
Zoals bij alle provincies in de Filipijnen is de belangrijkste bestuurder van Davao Occidental een gouverneur. De gouverneur wordt elke drie jaar gekozen en is het hoofd van het provinciale bestuur en de uitvoerende organen. De huidige gouverneur van de provincie, Claude Bautista werd tijdens de eerste provinciale verkiezingen in 2016 gekozen. De vicegouverneur, Franklin Bautista, is voorzitter van de provinciale raad.